# Record palauani di atletica leggera
I record palauani di atletica leggera rappresentano le migliori prestazioni di atletica leggera stabilite dagli atleti di nazionalità palauana e ratificate dalla Palau Track and Field Association.

## Outdoor

### Maschili
| Evento | Record           | Atleta                  | Data              | Manifestazione                           | Luogo                                      | Note  |
| --- | ---------------- | ----------------------- | ----------------- | ---------------------------------------- | ------------------------------------------ | ----- |
| 100 m | 10.87 (+1.4 m/s) | Rodman Teltull          | 4 settembre 2013  | Mini Giochi del Pacifico                 | Mata-Utu, Wallis e Futuna                  |       |
| 100 m | 10.8 (ht)        | Christopher Silas Adolf | 12 luglio 2000    |                                          | Koror, Palau                               |       |
| 100 m | 10.8 (ht)        | Kelly Olegeriil         | 12 luglio 2000    |                                          | Koror, Palau                               |       |
| 200 m | 22.24            | Rodman Teltull          | 6 settembre 2013  | Mini Giochi del Pacifico                 | Mata-Utu, Wallis e Futuna                  |       |
| 200 m | 21.7 (ht)        | Rodman Teltull          | 27 marzo 2002     |                                          | Mata-Utu, Wallis e Futuna                  |       |
| 400 m | 49.17            | Conrad Rdechor          | 25 agosto 2000    | Campionati oceaniani di atletica leggera | Adelaide, Australia                        |       |
| 800 m | 1:59.16          | Douglas Schmidt         | 23 settembre 2009 | Mini Giochi del Pacifico                 | Nikao, Isole Cook                          |       |
| 1000 m | 3:05.15          | Leon Mengloi            | 15 dicembre 2006  |                                          | Apia, Samoa                                |       |
| 1500 m | 4:20.11          | Douglas Schmidt         | 5 settembre 2007  | Giochi del Sud Pacifico                  | Apia, Samoa                                |       |
| 3000 m | 9:52.35          | Douglas Schmidt         | 15 dicembre 2007  |                                          | Yona, Guam                                 |       |
| 5000 m | 18:25.81         | Nicholas Mangham        | 22 luglio 2002    | Giochi della Micronesia                  | Kolonia, Stati Federati di Micronesia      |       |
| 10000 m | 38:24.2 (ht)     | Richard Madrekewet      | 8 luglio 1990     | Giochi della Micronesia                  | San Antonio, Isole Marianne Settentrionali |       |
| Mezza maratona | 1:28:33          | Anthony Singichi        | 26 luglio 2002    | Giochi della Micronesia                  | Kolonia, Stati Federati di Micronesia      |       |
| Maratona | 3:59:46          | Joynal Chilton          | 2 aprile 2011     |                                          | Koror, Palau                               | [ 1 ] |
| 110 m ostacoli | 16.58 (+0.6 m/s) | Leon Mengloi            | 25 settembre 2009 | Mini Giochi del Pacifico                 | Nikao, Isole Cook                          | [ 2 ] |
| 200 metri ostacoli | 30.50            | Nicholas Mangham        | 25 maggio 2005    |                                          | Cairns, Australia                          |       |
| 400 m ostacoli | 1:00.76          | Christopher Kenty       | 14 dicembre 2007  |                                          | Yona, Guam                                 |       |
| 3000 m siepi |                  |                         |                   |                                          |                                            |       |
| Salto in alto | 1.82 m           | Donovan Helvey          | 25 aprile 2003    |                                          | Koror, Palau                               |       |
| Salto con l'asta | 3.20 m           | Filomena Ngirabedul     | luglio 1969       | Giochi della Micronesia                  | Saipan, Isole Marianne Settentrionali      | [ 3 ] |
| Salto in lungo | 6.45 m           | Conrad Rdechor          | 29 maggio 1999    |                                          | Koror, Palau                               |       |
| Salto triplo | 13.68 m          | William Mgirakelau      | Luglio 1969       |                                          | Saipan, Isole Marianne Settentrionali      |       |
| Getto del peso | 14.30 m          | Jersey Iyar             | 11 luglio 2001    |                                          | Koror, Palau                               |       |
| Lancio del disco | 39.32 m          | Pelefoti Cooper         | 10 luglio 1990    | Giochi della Micronesia                  | San Antonio, Isole Marianne Settentrionali |       |
| Lancio del martello | 25.83 m          | Galileo Saiske          | 28 giugno 2006    | Giochi della Micronesia                  | Susupe, Isole Marianne Settentrionali      |       |
| Lancio del giavellotto | 60.86 m          | Dougwin Franz           | 5 agosto 2010     | Giochi della Micronesia                  | Koror, Palau                               | [ 4 ] |
| Decathlon |                  |                         |                   |                                          |                                            |       |
| (100 m), (salto in lungo), (getto del peso), (salto in alto), (400 m) / (110 m ostacoli), (disco), (salto con l'asta), (giavellotto), (1500 m) |                  |                         |                   |                                          |                                            |       |
| Marcia 20 km (strada) |                  |                         |                   |                                          |                                            |       |
| Marcia 50 km (strada) |                  |                         |                   |                                          |                                            |       |
| Staffetta 4×100 metri | 42.57            | Palau (bandiera)        | 11 giugno 1999    | Giochi del Sud Pacifico                  | Santa Rita, Guam                           |       |
| Staffetta 4×400 metri | 3:26.44          | Palau (bandiera)        | 11 giugno 1999    | Giochi del Sud Pacifico                  | Santa Rita, Guam                           |       |

### Femminili
| Evento                 | Record | Atleta                                                         | Data              | Manifestazione               | Luogo                                      | Note  |
| ---------------------- | --- | -------------------------------------------------------------- | ----------------- | ---------------------------- | ------------------------------------------ | ----- |
| 100 m                  | 12.64 (-0.1 m/s) | Ngerak Florencio                                               | 7 agosto 2005     | Mondiali di atletica leggera | Helsinki, Finlandia                        | [ 5 ] |
| 100 m                  | 12.5 (ht) | Peoria Koshiba                                                 | 12 luglio 2000    |                              | Koror, Palau                               |       |
| 200 m                  | 26.18 | Ngerak Florencio                                               | 12 novembre 2005  |                              | Hamilton, Nuova Zelanda                    |       |
| 400 m                  | 1:02.67 | Ngerak Florencio                                               | 19 novembre 2005  |                              | North Shore City, Nuova Zelanda            |       |
| 800 m                  | 2:37.6 (ht) | Dannette Ricky                                                 | 31 marzo 1994     |                              | Mangilao, Guam                             |       |
| 1500 m                 | 5:37.6 (ht) | Miriam Ilemelong                                               | 11 luglio 1990    | Giochi della Micronesia      | San Antonio, Isole Marianne Settentrionali |       |
| 3000 m                 | 12:36.74 | Avon Grace Mazo                                                | 26 aprile 2003    |                              | Koror, Palau                               |       |
| 5000 m                 | 22:13.6 (ht) | Miriam Ilemelong                                               | 12 luglio 1990    | Giochi della Micronesia      | San Antonio, Isole Marianne Settentrionali |       |
| 10000 m                | 56:35.0 (ht) | Dannette Ricky                                                 | 15 marzo 1995     |                              | Koror, Palau                               |       |
| Mezza maratona         | 1:45:00 | Sarah Klan                                                     | 7 aprile 2007     |                              | Koror, Palau                               |       |
| Maratona               | 3:58:03 | Krista Callinan                                                | 8 aprile 2006     |                              | Koror, Palau                               |       |
| 100 m ostacoli         | 18.56 | Barbara Gbewonyo                                               | 27 giugno 2006    | Giochi della Micronesia      | Susupe, Isole Marianne Settentrionali      |       |
| 400 m ostacoli         | 1:16.91 | Ruby Joy Gabriel                                               | 5 agosto 2010     | Giochi della Micronesia      | Koror, Palau                               | [ 6 ] |
| 3000 m siepi           | |                                                                |                   |                              |                                            |       |
| Salto in alto          | 1.55 m | Carissa Subris                                                 | 13 luglio 2001    |                              | Koror, Palau                               |       |
| Salto con l'asta       | |                                                                |                   |                              |                                            |       |
| Salto in lungo         | 4.62 m | Felicia Saburo                                                 | 15 dicembre 2005  |                              | Susupe, Isole Marianne Settentrionali      |       |
| Salto triplo           | 9.89 m | Barbara Gbewonyo                                               | 26 giugno 2006    | Giochi della Micronesia      | Susupe, Isole Marianne Settentrionali      |       |
| Getto del peso         | 11.24 m | Chandis Cooper                                                 | 26 giugno 2006    | Giochi della Micronesia      | Susupe, Isole Marianne Settentrionali      |       |
| Lancio del disco       | 31.71 m | Chandis Cooper                                                 | 12 marzo 2006     |                              | Koror, Palau                               |       |
| Lancio del martello    | 28.92 m | Corrine Hideos                                                 | 21 giugno 2007    |                              | Koror, Palau                               |       |
| Lancio del giavellotto | 40.89 m | Maleah Umerang Tengedik                                        | 27 luglio 2005    | Mini Giochi del Sud Pacifico | Koror, Palau                               |       |
| Eptathlon              | 2906 pts | Maleah Umerang Tengedik                                        | 26-27 luglio 2005 | Mini Giochi del Sud Pacifico | Koror, Palau                               |       |
| Eptathlon              | 20.06 (100 m ostacoli), 1.33 m (salto in alto), 9.48 m (getto del peso), 31.39 (200 m) / 4.27 m (salto in lungo), 40.89 m (giavellotto), 3:15.97 (800 m) |                                                                |                   |                              |                                            |       |
| Marcia 20 km (strada)  | |                                                                |                   |                              |                                            |       |
| Staffetta 4×100 metri  | 51.89 | Palau (bandiera)                                               | 26 aprile 2003    |                              | Koror, Palau                               |       |
| Staffetta 4×400 metri  | 4:26.20 | Ngerak Florencio Patricia Black Peoria Koshiba Avon Grace Mazo | 12 luglio 2003    | Giochi del Sud Pacifico      | Suva, Figi                                 |       |

## Indoor

### Maschili
| Evento | Record | Atleta           | Data          | Manifestazione             | Luogo              | Note  |
| --- | ------ | ---------------- | ------------- | -------------------------- | ------------------ | ----- |
| 60 m | 7.20   | Rodman Teltull   | 9 marzo 2012  | Campionati mondiali indoor | Istanbul, Turchia  | [ 7 ] |
| 200 m | 23.68  | Russel Roman     | 6 marzo 2004  | Campionati mondiali indoor | Budapest, Ungheria | [ 8 ] |
| 400 m | 54.80  | Nicholas Mangham | 10 marzo 2006 | Campionati mondiali indoor | Mosca, Russia      | [ 9 ] |
| 800 m |        |                  |               |                            |                    |       |
| 1500 m |        |                  |               |                            |                    |       |
| 3000 m |        |                  |               |                            |                    |       |
| 60 m ostacoli                                                                                               |        |                  |               |                            |                    |       |
| Salto in alto                                                                                               |        |                  |               |                            |                    |       |
| Salto con l'asta                                                                                            |        |                  |               |                            |                    |       |
| Salto in lungo                                                                                              |        |                  |               |                            |                    |       |
| Salto triplo                                                                                                |        |                  |               |                            |                    |       |
| Getto del peso                                                                                              |        |                  |               |                            |                    |       |
| Eptathlon                                                                                                   |        |                  |               |                            |                    |       |
| (60 m), (salto in lungo), (getto del peso), (salto in alto) / (60 m ostacoli), (salto con l'asta), (1000 m) |        |                  |               |                            |                    |       |
| Marcia 5000 metri                                                                                           |        |                  |               |                            |                    |       |
| Staffetta 4×400 metri                                                                                       |        |                  |               |                            |                    |       |

### Femminili
| Evento                                                                        | Record | Atleta          | Data          | Manifestazione             | Luogo             | Note   |
| ----------------------------------------------------------------------------- | ------ | --------------- | ------------- | -------------------------- | ----------------- | ------ |
| 60 m                                                                          | 8.88   | Colleen Gibbons | 10 marzo 2012 | Campionati mondiali indoor | Istanbul, Turchia | [ 10 ] |
| 200 m                                                                         |        |                 |               |                            |                   |        |
| 400 m                                                                         |        |                 |               |                            |                   |        |
| 800 m                                                                         |        |                 |               |                            |                   |        |
| 1500 m                                                                        |        |                 |               |                            |                   |        |
| 3000 m                                                                        |        |                 |               |                            |                   |        |
| 60 m ostacoli                                                                 |        |                 |               |                            |                   |        |
| Salto in alto                                                                 |        |                 |               |                            |                   |        |
| Salto con l'asta                                                              |        |                 |               |                            |                   |        |
| Salto in lungo                                                                |        |                 |               |                            |                   |        |
| Salto triplo                                                                  |        |                 |               |                            |                   |        |
| Getto del peso                                                                |        |                 |               |                            |                   |        |
| Pentathlon                                                                    |        |                 |               |                            |                   |        |
| (60 m ostacoli), (salto in alto), (getto del peso), (salto in lungo), (800 m) |        |                 |               |                            |                   |        |
| Marcia 3000 metri                                                             |        |                 |               |                            |                   |        |
| Staffetta 4×400 metri                                                         |        |                 |               |                            |                   |        |

ht = hand timing